# 中国共产党第七届中央委员会候补委员列表

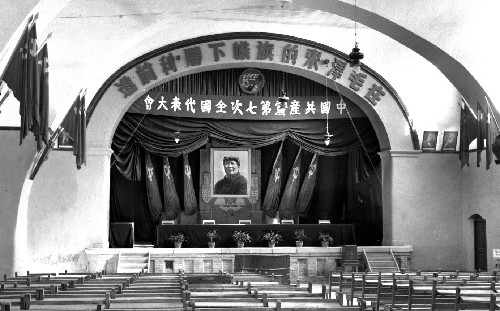
延安市杨家岭中央大礼堂，中共七大会场。

中国共产党第七次全国代表大会于1945年4月23日至6月11日在中华民国陕甘宁边区延安召开。七大正式代表547人，候补代表208人。代表大会上，代表被分為中直（包括軍直系統）、西北、晉綏、晋察冀、晋冀魯豫、山東、華中和大後方8個代表團。候补中央委员预选名单35人。6月10日，大会进行候补中央委员的选举，共545名代表参与投票，所投选票全部有效；11日公布选举结果，33人得票过半数，当选中国共产党第七届中央委员会候补委员。第七届中央委员会候补委员的任期是1945年6月10日至1956年9月27日。在第七届中央委员会任期内，有7位候补中央委员递补为中央委员，另有2人被撤职。除黎玉、万毅、古大存、曾镜冰、刘子久、张宗逊六人外，其余七届候补中委都当选中共第八届中央委员。本表列出中国共产党第七届中央委员会候补委员参加中共七大的情况及届中变动，并简要介绍候补中央委员的生平。

## 委员名單
按選舉得票多少為序，票數相同者按姓氏筆劃為序（姓名为灰字意为任内递补为中央委员）：
| 姓名              | 肖像 | 生卒时间       | 生平 | 所属代表团     | 备注 |
| ----------------- | ---- | -------------- | --- | -------------- | --- |
| 廖承志            |      | 1908－1983:839 | 广东惠州人，生于日本东京。中国国民党元老廖仲恺、何香凝之子。早年在岭南大学学习，1928年加入中国共产党。曾任中华全国总工会宣传部长、全国海员总工会中国共产党党团书记、红四方面军总政治部秘书长，参加长征。抗日战争期间，任八路军驻香港办事处主任。1942年因南委事件被国民政府逮捕，1946年获释。第二次国共内战期间，担任新华社社长、中共中央宣传部副部长等职。中华人民共和国成立后，任中华全国民主青年联合总会主席、政务院华侨事务委员会副主任委员、中共中央统战部副部长、中共中央对外联络部副部长、国务院外事办公室主任等职。文化大革命期间受迫害，此后担任国务院侨务办公室主任、全国人大常委会副委员长、国务院港澳事务办公室主任、中央政治局委员。1983年6月10日病逝于北京。:399-401                              | －             | 因在国民政府狱中，未出席中共七大及七届一中全会:840。1949年3月七届二中全会上递补为中央委员。                                                                 |
| 王稼祥            |      | 1906－1974:742 | 安徽泾县人。1925年入莫斯科中山大学学习，1928年加入中国共产党，是“二十八个半布尔什维克”之一。1930年回国后，任中央党报委员会秘书长、红军总政治部主任、中华苏维埃共和国外交人民委员、中央军委副主席，参加长征。抗日战争时期，任中央军委副主席兼八路军总政治部主任。1943年首度提出“毛泽东思想”。第二次国共内战时期，任中共中央东北局城市工作部部长、宣传部部长。中华人民共和国成立后，历任中国驻苏联大使、外交部副部长、中央对外联络部部长、中央书记处书记等职务。文化大革命时期，因“三和一少”而遭迫害。1974年1月25日病逝于北京。:742 | 晋冀鲁豫:423   | 因病未出席中共七大及七届一中全会。1945年6月9日中央委员选举得票204票落选，6月11日经毛泽东动员代表后当选中央候补委员。1949年3月七届二中全会上递补为中央委员。 |
| 陈伯达            |      | 1904－1989:49  | 福建惠安人。早年先后在上海大学和中山大学学习，1927年加入中国共产党，并赴莫斯科中山大学学习。1930年回国后，任中共中央北方局宣传部部长。1939年，出任毛泽东办公室主任，因对《中国之命运》的批判闻名。1956年担任中央政治局候补委员，后任《红旗》杂志总编辑。1966年，出任中央政治局常委、中央文革小组组长。1970年中共九届二中全会上，因“称毛主席为天才”和设国家主席问题失势。1971年被收押，1973年被开除党籍。1981年1月，最高人民法院特别法庭判处陈伯达有期徒刑18年，同年8月保外就医。1989年9月20日病逝于北京。:34-35 | 中直、军直:49  | 1949年3月七届二中全会上递补为中央委员。 |
| 黄克诚            |      | 1902－1986:26  | 湖南永兴人。1925年加入中国共产党，在国民革命军唐生智部任职，参与北伐。1928年参与领导湘南起义，1930年进入中央苏区，历任红五军、红三军团政治部主任，参加长征。抗日战争期间，任八路军115师第344旅政委，新四军第三师师长兼政委。第二次国共内战期间，任东北民主联军副总司令兼后勤司令员、政委，东北野战军第二兵团政委、天津市委书记。中华人民共和国成立后，任湖南省委书记、总后勤部部长、中央书记处书记、中央军委秘书长、解放军总参谋长。1955年被授予大将军衔。1959年庐山会议期间，因支持彭德怀的意见书而被撤职受迫害。改革开放期间，任中央纪委第二书记。1986年12月28日病逝于北京。:26 | －             | 因在华中指挥作战，未出席中共七大及七届一中全会:842。1949年3月七届二中全会上递补为中央委员。                                                                 |
| 王首道            |      | 1906－1996:775 | 湖南浏阳人。1925年加入中国共产党。历任中共湘鄂赣边特委书记，湘赣省委书记，中共中央组织局秘书长，红军保卫局局长，红十五军团政治部主任，参与长征。抗日战争期间，任中共中央秘书长、八路军南下支队政委。第二次国共内战时期，任中原军区副政委兼政治部主任，东北局财经办事处主任。中华人民共和国成立后，历任湖南省人民政府主席、中央人民政府交通部副部长、中华人民共和国交通部部长、中共广东省委书记、全国政协副主席、中央顾问委员会常委、中国计划生育协会第一任会长等职。1996年9月13日病逝于北京。:775 | －             | 因指挥八路军南下支队南下，未出席中共七大及七届一中全会:844。1956年9月七届七中全会上递补为中央委员。                                                         |
| 黎玉              |      | 1906－1986:844 | 山西崞县人。1926年加入中国共产党，1929年考入北平大学学习。曾任天津市委代理书记、石家庄中心县委书记、唐山市委书记。1936年任山东省委书记，重建被破坏的山东党组织。抗日战争时期，任八路军山东纵队政委、山东军区政委、山东分局副书记。第二次国共内战期间，任山东省政府主席、山东野战军政委、华东军区副政委。1948年，因山东土改中的“地方主义”、“山头主义”、“富农路线”等问题受到批判。中华人民共和国成立后，任中共上海市委秘书长，第一机械工业部副部长，农业机械部、第八机械工业部常务副部长等职。1986年5月30日病逝于北京。 |                | 因在山东指挥作战，未出席中共七大及七届一中全会。1950年6月七届三中全会决定撤销其中央委员会候补委员职务。:844-846                                             |
| 邓颖超            |      | 1904－1992:731 | 女，河南光山人，生于广西南宁。先后在直隶第一女子师范学校和南开大学学习。1925年加入中国共产党，同年与周恩来结婚。中国国民党中央执行委员会候补委员。第一次国共内战期间，任中共中央局秘书长、中央机关总支书记等职，参加长征。抗日战争期间，任中共中央南方局委员、妇委书记、国民参政会参政员等职。第二次国共内战期间，历任中共中央后方工作委员会委员，中共中央妇委代理书记。中华人民共和国成立后，先后当选为全国妇联第一至三届副主席，第四届名誉主席；中国人民保卫儿童全国委员会副主席等职。改革开放期间，出任中央政治局委员、中央纪委第二书记、中共中央对台工作领导小组组长、全国政协主席等职。1992年7月11日病逝于北京。:111-112                                                                                  | 大后方:731     | 1956年9月七届七中全会上递补为中央委员。 |
| 陈少敏            |      | 1902－1977:846 | 女，山东寿光人。1928年加入中国共产党。曾历任中共天津市委秘书长、妇女部长，中共唐山市委宣传部长，冀鲁豫特委副书记，中共江西省委妇女部长，洛阳特委书记、中共河南省委组织部长等职。抗日战争和第二次国共内战时期，任新四军豫鄂独立游击支队政委、鄂豫边区党委书记，新四军五师副政委，中共中央中原局组织部部长。中华人民共和国成立后，曾任中华全国总工会副主席、党组副书记。文革期间因反对开除刘少奇的党籍而被迫害，1977年12月14日病逝于北京。:64-65 | －             | 因在鄂豫皖指挥作战，未出席中共七大及七届一中全会:847。1956年9月七届七中全会上递补为中央委员。                                                               |
| 刘晓              |      | 1908－1988:705 | 湖南辰溪人。早年就读于东南大学和上海国立政治大学，1927年加入中国共产党。曾任江苏省委秘书长。1932年进入中央苏区后，任福建省委代理书记、粤赣省委书记兼军区政委、红一方面军政治部主任，参加长征。1937年5月前往上海组织重建中共地下党，后历任中共江苏省委书记、中共中央南方局委员、中共中央华中局敌区工作部部长、中共中央城市工作部副部长。第二次国共内战时期回到上海，任中共中央上海局书记。中华人民共和国成立后，担任华东行政委员会人民监察委员会主任、中国驻苏联大使、外交部常务副部长、中国驻阿尔巴尼亚大使等职。1988年6月11日病逝于北京。 | 华中:705       | |
| 谭政              |      | 1906－1988:30  | 湖南湘乡人。1927年参加秋收起义，加入中国共产党。后先后担任红四军军委秘书长、红十二军政治部主任、红二十二军政治部主任。后跟随红军主力进行战略转移，后在陕北担任中央军委总政治部副主任、陕甘宁晋绥联防军副政委兼政治部主任等职。第二次国共内战期间，担任东北民主联军、东北野战军政治部主任、第四野战军副政委兼政治部主任。中华人民共和国成立后，担任第四野战军第三政委、国防部副部长、中央书记处书记、总政治部主任等职位。1960年，被指为“谭政反党宗派集团”首要分子遭批判。文化大革命中受迫害，其后担任中央军委顾问。1988年11月6日病逝于北京。:30 | 陕甘宁边区:174 | |
| 程子华            |      | 1905－1991:847 | 山西运城人。1926年加入中国共产党，1927年毕业于黄埔军校武汉分校，参与广州起义。1929年发动大冶兵暴，后任红五军团十四师师长、二十二师师长及粤赣军区代参谋长。1934年，调任红二十五军军长，参与长征。抗日战争时期，任冀中军区政委、中共晋察冀分局代书记兼晋察冀军区代政委。第二次国共内战时期，任冀察热辽军区司令员、第四野战军第十三兵团司令员。中华人民共和国成立后，任中共山西省委书记、全国供销合作总社代主任、国务院财贸办公室副主任、商业部部长、国家建委副主任及国家计委常务副主任等职。文化大革命时期受迫害，此后担任中华人民共和国民政部部长及全国政协副主席。1991年3月30日病逝于北京。 | －             | 因在晋察冀指挥作战，未出席中共七大及七届一中全会:848。 |
| 刘长胜            |      | 1903－1967:849 | 山东海阳人。1922年去苏联海参崴，1927年加入苏联共产党，后转为中国共产党党员。1933年赴莫斯科国际列宁学院学习。1936年5月携带共产国际密电码到达陕北，出任中华全国总工会西北执行局主任。1937年到上海，先后任中共江苏省委组织部长、省委副书记和上海工人运动委员会书记，中共中央华中局城市工作部部长。第二次国共内战期间，任中共上海市委书记、中共中央上海局副书记。中华人民共和国成立后，担任中共上海市委第三书记、上海市总工会主席、中共中央华东局工委书记、华东军政委员会劳动部部长、中华全国总工会副主席。文化大革命期间遭迫害，1967年1月20日病逝于北京。 | －             | 因在华中负责城市工作，未出席中共七大及七届一中全会:850。 |
| 粟裕              |      | 1907－1984:22  | 侗族，湖南会同人。早年就读于湖南省立第二师范学院，1927年加入中国共产党，参加南昌起义。历任红四军参谋长、红七军团参谋长、红十军团参谋长，挺进师师长，坚持了南方三年游击战争。抗日战争期间，任新四军第二支队副司令员、新四军江南、苏北指挥部副指挥，第一师师长兼政委、苏浙军区司令员。第二次国共内战期间，任华中野战军司令员，华东野战军副司令员、代司令员、代政委，第三野战军副司令兼第二副政委。是华东战事的实际指挥者。中华人民共和国成立后，任解放军总参谋长。1955年被授予大将军衔。1958年军委扩大会议期间遭到批判被免去总参谋长职务，其后任国防部副部长、中央军委常委，军事科学院副院长、第二政委。1980年补选为全国人大常委会副委员长。1984年2月5日病逝于北京。:22                                          | －             | 因在华中指挥作战，未出席中共七大及七届一中全会:851。 |
| 王震              |      | 1908－1993:44  | 湖南浏阳人。工人出身，1927年加入中国共产党，1929年参加中国工农红军，先后担任红八军政委、湘赣军区代司令员、红六军团政委，参加长征。抗日战争期间，任八路军120师359旅旅长兼政委，组织南泥湾开垦和八路军南下支队作战。第二次国共内战期间，任中原军区副司令员、西北野战军第二纵队司令员兼政委、第一野战军第一兵团司令员兼政委。中华人民共和国成立后，出任中共中央新疆分局书记、新疆军区代司令员兼政委，铁道兵司令员兼政委、农垦部部长。1955年被授予上将军衔。改革开放期间，担任中共中央政治局委员、国务院副总理，中共中央党校校长、国家副主席等职务。被认为是当时主政的“中共八大元老”之一。1993年3月12日病逝于广州。:44                                                                                             | －             | 因指挥八路军南下支队南下，未出席中共七大及七届一中全会:853。                                                                                                |
| 宋任穷            |      | 1909－2005:98  | 湖南浏阳人。1926年加入中国共产党，参加秋收起义，历任红五军团三十八师政委、十三师政委、红二十八军政委等职，参加长征。抗日战争期间，任八路军129师政治部副主任、冀南军区司令员、政委，冀鲁豫军区司令员。第二次国共内战时期，任晋冀鲁豫军区政治部副主任、晋冀鲁豫野战军第二纵队政委、晋冀鲁豫中央局组织部部长、豫皖苏军区政委、华东野战军第三副政委。中华人民共和国成立后，任第二野战军第四兵团政委、中共云南省委第一书记，中共中央组织部副部长、解放军总干部部第一副部长、第三机械工业部部长，中共中央东北局第一书记。1955年被授予上将军衔。文化大革命期间受到迫害。改革开放期间，担任中共中央组织部部长、中央政治局委员、中央顾问委员会副主任。2005年1月8日病逝于北京。:98                                       | －             | 因在晋冀鲁豫指挥作战，未出席中共七大及七届一中全会:856。 |
| 张际春            |      | 1900－1968:531 | 1926年加入中国共产党，1928年参加湘南起义。曾任红五军团宣传部长、红五军宣传部长、红军大学政治部主任兼政治主任教员等，参加长征。抗日战争期间，任八路军后方政治部副主任、抗日军政大学政治部主任、校党务委员会书记、校政委，八路军野战政治部副主任。第二次国共内战期间，任晋冀鲁豫军区及野战军副政委兼政治部主任、第二野战军副政委兼政治部主任。中华人民共和国成立后，任中宣部常务副部长、国务院文教办公室主任等职。文化大革命期间受到迫害，1968年9月12日病逝于北京。:1026-1027 | 晋冀鲁豫:531   | |
| 云泽 （乌兰夫）   |      | 1906－1988:54  | 蒙古族，内蒙古土默特左旗人。1925年加入中国共产党，赴莫斯科中山大学学习。1929年回国后任中共西蒙工委书记、蒙旗保安总队政治部代主任。抗日战争期间，任国民革命军新编第三师政治部代主任。1941年赴延安任陕甘宁边区政府民族事务委员会主任，延安民族学院教育长等职。第二次国共内战期间，任绥蒙政府主席、中共内蒙古工委书记。1947年5月领导组建内蒙古自治政府，并被选为主席。中华人民共和国成立后，历任绥远省主席、国务院副总理兼国家民族事务委员会主任，中央政治局候补委员，内蒙古自治区党委第一书记、自治区人民委员会主席、内蒙古军区司令员兼政委。1955年被授予上将军衔。文化大革命期间被迫害，此后任中央政治局委员、中央统战部部长、国家副主席等职务。1988年12月8日病逝于北京。:54                                    | 晋绥:264       | |
| 赵振声 （李葆华） |      | 1909－2005:857 | 河北乐亭人。中共建党元老李大钊之子。1927年到日本东京高等师范学校学习。1931年加入中国共产党，任中共东京特别支部书记。九一八事变后回国，曾历任中共河北省委京东特委书记、省委宣传部部长、中共北平市委书记。抗日战争时期，任中共晋察冀省委书记兼组织部部长、晋察冀分局组织部长。第二次国共内战期间，任中共北岳区党委书记兼北岳军区政委、华北军区第一纵队政委。中华人民共和国成立后，任水利部党组书记、中共安徽省委第一书记。文化大革命期间受迫害，后任中共贵州省委第二书记、中国人民银行行长。2005年2月19日病逝于北京。:307-308 | －             | 因在晋察冀负责组织工作，未出席中共七大及七届一中全会:857。                                                                                                  |
| 王维舟            |      | 1887－1970:181 | 四川宣汉人。青年时代参加辛亥革命，1913年入成都警备军官学校学习，后参加护国战争、护法战争。1920年参加朝鲜共产党，当年赴苏俄学习。1922年回国同吴玉章等一起组织“赤心社”，宣传马克思主义。1927年加入中国共产党。1929年领导固军坝起义，组建川东游击军任总指挥。1933年担任红三十三军军长，参加川陕苏区反围攻和长征，到达陕北后任中共中央军委四局局长。抗日战争时期，任八路军129师385旅副旅长、旅长兼政委。第二次国共内战时期，任中共四川省委副书记，陕甘宁晋绥联防军副司令员，西北军区副司令员。中华人民共和国成立后，任西南军政委员会副主席，西南民族学院校长、中共中央监察委员会常委等职。文化大革命期间被迫害，1970年1月10日病逝于北京。                                                                          | 陕甘宁边区:181 | |
| 万毅              |      | 1907－1997     | 满族，辽宁金县人。1930年从东北陆军讲武堂第九期毕业，曾任东北军少校营长、中校副团长、第109师627团团长，参加西安事变。抗日战争爆发后，先后任东北军团长、旅长。1938年加入中国共产党。1942年进入中共山东根据地，任新111师代师长，1944年任八路军滨海军区副司令员兼滨海支队支队长。第二次国共内战期间，担任东北民主联军第一纵队司令员、政委、东北野战军第五纵队司令员，第四野战军第四十二军军长、第四野战军特种兵司令员等职。中华人民共和国成立后，任炮兵第一副司令员，第二机械工业部副部长，解放军总参谋部装备计划部部长，中国人民解放军国防科学技术委员会副主任。1955年被授予中将军衔。1959年庐山会议期间，因支持彭德怀的意见书而被撤职受迫害。1977年，任总后勤部顾问。1997年10月31日病逝于北京。:158              | －             | 因在山东前线指挥作战，未出席中共七大及七届一中全会:858。 |
| 古大存            |      | 1896－1966:729 | 广东五华人。1920年考入广东法政专门学校学习。第一次国共内战期间，任中共东江特委军委书记、东江工农武装总指挥部总指挥，东江工农民主政府副主席、红十一军军长。是东江红军的创建人。抗日战争时期，任中共广东省委统战部部长、中央党校一部主任。第二次国共内战期间，任中共中央西满分局秘书长、中共中央东北局组织部副部长、东北行政委员会交通部部长。中华人民共和国成立后，任中共中央华南分局副书记、广东省人民政府副主席、省委书记兼副省长。1957年被打为“广东地方主义反党集团”头目，后被撤销其广东省委书记职务。1966年11月4日病逝于广州。 | 大后方:729     | |
| 曾镜冰            |      | 1912－1967:859 | 广东琼山人。1927年加入中国共产主义青年团，就读于曼谷光华中学，后赴上海美术专科学校。1931年赴中央苏区，转入中国共产党，任共青团中央儿童局书记、团闽赣省委宣传部部长、闽北军分区政治部主任、闽北独立师代政委，坚持南方三年游击战争。抗日战争时期，任中共闽浙赣特委书记、中共福建省委书记。第二次国共内战期间，任闽浙赣省委书记、闽浙赣边纵队司令员兼政委。中华人民共和国成立后，任中共福建省委副书记、福建省政协主席。1955年因错杀闽浙赣省委城工部党员事件被定为“内奸嫌疑”受审查，后任中国农业科学院辽宁分院副院长。1967年5月27日病逝于北京。1983年恢复名誉。:992 | －             | 因在福建指挥游击作战，未出席中共七大及七届一中全会:859。 |
| 陈郁              |      | 1901－1974:630 | 广东宝安人。1922年起开始从事工会工作，1925年加入中国共产党。1927年参加广州起义，后任中共广东省委组织部部长、中华全国海员总工会主席。1931年六届四中全会当选为中央政治局委员，同年到苏联列宁学院学习。1934年被下放到斯大林格勒拖拉机厂做工人，1939年被平反，次年回国。第二次国共内战期间，任中共辽西省委副书记、中共中央东北局生产委员会副主任、东北人民政府工业部部长。中华人民共和国成立后，任中央人民政府燃料工业部部长、煤炭工业部部长、广东省省长、中共中央中南局第三书记、广东省革命委员会副主任。1974年3月21日病逝于广州。:78-79 | 华中:630       | |
| 马明方            |      | 1905－1974:523 | 陕西米脂人。1925年加入中国共产党。第一次国共内战期间，先后任中共陕北特委代理书记，中共陕北省委书记、省苏维埃政府主席。抗日战争时期，任陕甘宁边区政府民政厅厅长。1938年去苏联学习，1941年回国到新疆。1942年9月被盛世才秘密逮捕，1946年7月获释回到延安，任中共中央西北局副书记兼中共晋南工委书记。中华人民共和国成立后，任中共陕西省委书记、省人民政府主席，中共中央组织部副部长、中共中央财政贸易工作部部长，中共中央东北局第三书记。文化大革命期间被迫害，1974年8月12日病逝于北京。:523 | －             | 因在新疆狱中，未出席中共七大及七届一中全会:861。 |
| 吕正操            |      | 1905－2009:62  | 辽宁海城人。1922年参加东北军，1923年入东北陆军讲武堂第五期学习。毕业后任张学良副官，后任东北军第五十三军连长、营长、少校副官队长，第一一六师参谋处长，六四七团、六九一团团长，参加西安事变。1937年5月加入中国共产党，10月14日在河北晋县小樵镇脱离东北军。抗日战争期间，历任冀中人民自卫军司令员，八路军第三纵队司令员，冀中军区司令员兼冀中行政公署主任，晋绥军区司令员。第二次国共内战期间，任东北民主联军副总司令兼西满军区司令员、东北人民政府铁道部部长、军委铁道兵团副司令员。中华人民共和国成立后，任中央人民政府铁道部副部长、代部长，中央军委军事运输司令员，总参谋部军事交通部部长。1955年被授予上将军衔。1965年任铁道部部长。文化大革命中受迫害，后出任全国政协副主席。2009年10月13日在北京逝世。:62 | 晋察冀:345     | |
| 罗瑞卿            |      | 1906－1978:36  | 四川南充人。黄埔军校第六期毕业，1928年加入中国共产党。1929年加入中国工农红军，担任红四军政治部宣传部长、红四军政委、红一军团保卫局局长，参加长征。抗日战争期间，担任抗日红军大学校长、八路军野战政治部主任。第二次国共内战期间，任晋察冀军区政治部主任、华北军区第二兵团政委。中华人民共和国成立后，任中央人民政府公安部、中华人民共和国公安部部长、公安军司令员。1955年被授予大将军衔。后出任国务院副总理、解放軍總參謀長、中央军委秘书长、中央书记处书记。1965年因罗瑞卿事件而被批判，后跳楼负重伤。文化大革命结束后，再任中央军委秘书长。1978年8月3日赴西德治疗腿疾时病逝于海德堡。:36 | 晋察冀:327     | |
| 刘子久            |      | 1901－1988:862 | 山东广饶人。毕业于山东省立第十中学。1924年加入中国共产党。曾任中共山东地方执委会负责人。1931年至1936年，被国民政府逮捕关押于草岚子胡同北平军人反省分院。出狱后任河南省工委书记。抗日战争期间，任中共河南省委宣传部长，豫西省委书记，八路军驻洛阳办事处主任，河南省委书记，淮北苏皖边区党委书记、河南军区副政委。第二次国共内战期间，任桐柏区党委书记，豫鄂边区党委书记，中共中央中原局宣传部部长、民运部部长等职。中华人民共和国成立后，任中华全国总工会文教部长兼政策研究室主任、书记处书记，教育工会代主席、劳动部副部长等。文化大革命期间，因“六十一人叛徒集团案”受迫害。改革开放时期，任国家劳动总局顾问。1988年8月28日病逝于北京。:481-482                                                                | －             | 因在河南指挥作战，未出席中共七大及七届一中全会。1950年6月七届三中全会决定撤销其中央委员会候补委员职务。:863-864                                             |
| 张宗逊            |      | 1908－1998:102 | 陕西渭南人。1926年加入中国共产党，毕业于黄埔军校第五期。1927年参加秋收起义，曾任红十二军军长、第四军参谋长，红军大学参谋长、中央军委一局局长，参加长征。抗日战争期间，任八路军120师358旅旅长、晋绥野战军副司令员、吕梁军区司令员兼政委。第二次国共内战期间，任晋绥军区第1纵队司令员、西北野战军副司令员、第一野战军副司令员。中华人民共和国成立后，任第一野战军兼西北军区副司令员、副总参谋长。1955年被授予上将军衔。文化大革命期间遭迫害，此后担任济南军区副司令员、总后勤部部长等职。1998年9月14日病逝于北京。:102 | 陕甘宁边区:161 | |
| 陈赓              |      | 1903－1961:28  | 湖南湘乡人。1922年加入中国共产党，1924年毕业于黄埔军校第一期，随后参加东征。1926年赴苏联学习，回国后参加南昌起义。第一次国共内战期间，在上海负责中央特科工作，后任红四方面军第十二师师长、彭杨步兵学校校长、军委干部团团长、红一军团第一师师长，参加长征。抗日战争时期，任八路军129师386旅旅長、太岳军区司令员。第二次国共内战期间，任晋冀鲁豫军区第四纵队司令员、第二野战军第四兵团司令员兼政委。中华人民共和国成立后，任云南省人民政府主席、中国人民志愿军副司令员、解放军副总参谋长、中国人民解放军军事工程学院院长国防部副部长等职位。1955年被授予大将军衔。1961年3月16日病逝于上海。:28 | 晋冀鲁豫:458   | |
| 王从吾            |      | 1910－2001:418 | 河南内黄人。毕业于直隶省立第七师范学校，1927年加入中国共产党。第一次国共内战期间，任中共濮阳县委书记、直鲁豫特委组织部部长。抗日战争期间，任直南特委书记，八路军冀鲁豫第二支队政治部主任，豫北地委书记。第二次国共内战期间，任晋冀鲁豫中央局组织部部长，冀南区委书记，晋冀鲁豫军区第二纵队政委，中共中央华北局组织部部长。中华人民共和国成立后，任中共中央华北局第二副书记、中央纪律检查委员会第一副书记，中央监察委员会副书记，中央党校校长。文化大革命期间受迫害。改革开放期间，任中纪委书记。2001年9月13日病逝于北京。:726 | 晋冀鲁豫:418   | |
| 习仲勋            |      | 1913－2002:86  | 陕西富平人。1926年加入中国社会主义青年团，1928年转入中国共产党。1932年发动两当兵变，其后历任陕甘边区苏维埃政府主席、关中特委书记。抗日战争时期，任关中分委书记、关中军分区兼警备第一旅政委、中共西北中央局党校校长、绥德地委书记。第二次国共内战时期，任中共中央西北局书记、陕甘宁晋绥联防军政委、西北军区政委。中华人民共和国成立后，历任第一野战军政委、中共中央西北局第二书记、中共中央宣传部部长，国务院副总理兼秘书长。1962年，因“反党小说《刘志丹》案”被解职受迫害。改革开放期间，任中共广东省委第一书记，中央政治局委员、中央书记处书记、全国人大常委会副委员长等职。2002年5月24日病逝于北京。 | 陕甘宁边区:86  | |
| 萧劲光            |      | 1903－1989:32  | 湖南长沙人。1921年赴苏联入莫斯科东方大学学习，1922年加入中国共产党。1924年回国后，任国民革命军第二军六师党代表兼政治部主任，参加北伐战争。1927年入列宁格勒托尔马乔夫军政学院学习，1930年回国后先后出任闽粤赣军区参谋长，红十一军、红五军团、红七军团政委，红三军团参谋长，参加长征。到陕北后，任中央军委参谋长、八路军留守兵团司令员，陕甘宁晋绥联防军副司令员。第二次国共内战期间，任东北民主联军副总司令、南满军区司令员，东北野战军第一兵团司令员，第四野战军第十二兵团司令员。中华人民共和国成立后，任中国人民解放军海军司令员、国防部副部长，全国人大常委会副委员长等职。1955年被授予大将军衔。1989年3月29日病逝于北京。:32                                                                               | 陕甘宁边区:179 | |
| 刘澜涛            |      | 1910－1997:291 | 陕西米脂人。1926年加入中国共产主义青年团，1928年转入中国共产党。曾任陕北特别委员会秘书长兼宣传部部长。1931年至1936年，被国民政府逮捕关押于草岚子胡同北平军人反省分院。出狱后任中共天津市委副书记。抗日战争时期，任陕甘宁边区党委宣传部部长，中共绥德特委书记，晋察冀北岳区党委书记，中共中央晋察冀分局副书记兼晋察冀军区副政委。第二次国共内战时期，任中共中央华北局第三书记兼华北军区副政委。中华人民共和国成立后，任中央人民政府华北事务部部长、华北行政委员会主席，中央书记处候补书记，中共中央西北局第一书记。文化大革命期间，因“六十一人叛徒集团案”受迫害。改革开放期间，任全国政协副主席兼秘书长等职。1997年12月31日病逝于北京。:444-445                                                                 | 晋察冀:291     | |